# Sigurd Rompza
Sigurd Rompza (* 1945 in Bildstock (Saarland)) ist ein deutscher Künstler.

## Biographie
Sigurd Rompza studierte Malerei und Kunsttheorie bei Raimer Jochims an der Städelschule/Hochschule für Bildende Künste in Frankfurt am Main. In den Jahren 1981 bis 1994 übte er einen Lehrauftrag an der Universität des Saarlandes/Fachrichtung Kunsterziehung aus. Im Jahre 1994 wurde Sigurd Rompza zum Professor für Grundlagen der Gestaltung an der Hochschule der Bildenden Künste Saar in Saarbrücken ernannt. 1999 erhielt er eine Professur für Malerei und Grundlagen der Gestaltung an der Hochschule der Bildenden Künste Saar. 2011 wurde Sigurd Rompza dort emeritiert.

## Künstlerische Arbeit
Sigurd Rompza arbeitet im Bereich der Stilrichtung Konkrete Kunst. Erste weiße Reliefs entstehen 1972. Seit 1985 arbeitet der Künstler an farbigen Reliefs und Wandobjekten als offene Bildformen. Seit 1973 verfasst Sigurd Rompza kunsttheoretische Texte, Veröffentlichungen zur Konkreten Kunst und zu den Grundlagen der Gestaltung.

## Ausstellungen (Auswahl)
- 1979 Galerie St. Johann, Saarbrücken (E)
- 1990 Wilhelm-Hack-Museum, Ludwigshafen, (E)
- 1990 Saarland-Museum, Saarbrücken, Katalog (E)
- 1991 Galerie Grewenig, Heidelberg (E)
- 1996 Farbige Wandobjekte, Galerie Spielvogel, München (E)
- 2000 Experiment Farbe, Galerie Hoffmann, Friedberg
- 2001 Das entgrenzte Bild, Städtische Kunstsammlungen Schloß Salder, Salzgitter
- 2004 Etwas zum Sehen machen, Kunstverein Speyer, (E)
- 2005 Konkrete Kunst aus Europa – Vertikal in Fläche und Raum, Kunstverein Wiligrad, Schloß Wiligrad
- 2006 50 quadrat, Mondrianhaus, Amersfoort/Niederlande, (K)
- 2007 Wandobjekte, März Galerien, Ladenburg (E)
- 2007 Exemplifizieren wird Kunst, Wilhelm-Hack-Museum, Ludwigshafen
- 2010/2011 Winter (Gruppenausstellung), Galerie Schlégl, Zürich
- 2023: Sehstücke,[1] Institut für aktuelle Kunst im Saarland, Saarlouis